# Nicodemus National Historic Site
Le Nicodemus National Historic Site est un site historique national américain à Nicodemus, dans le comté de Graham, au Kansas. Établi le 12 novembre 1996, il protège des bâtiments remarquables de cette localité de l'Ouest américain construite par des Afro-Américains pendant la Reconstruction. Le site est inscrit au Registre national des lieux historiques et classé National Historic Landmark depuis le 7 janvier 1976.